# Lieke Martens
Lieke Elisabeth Petronella Martens (Bergen, 1992. december 16. –) Európa-bajnok és világbajnoki ezüstérmes holland női válogatott labdarúgó, a Paris Saint-Germain játékosa.
A 2016-17-es szezonban elnyerte az UEFA Év Játékosa-díjat.

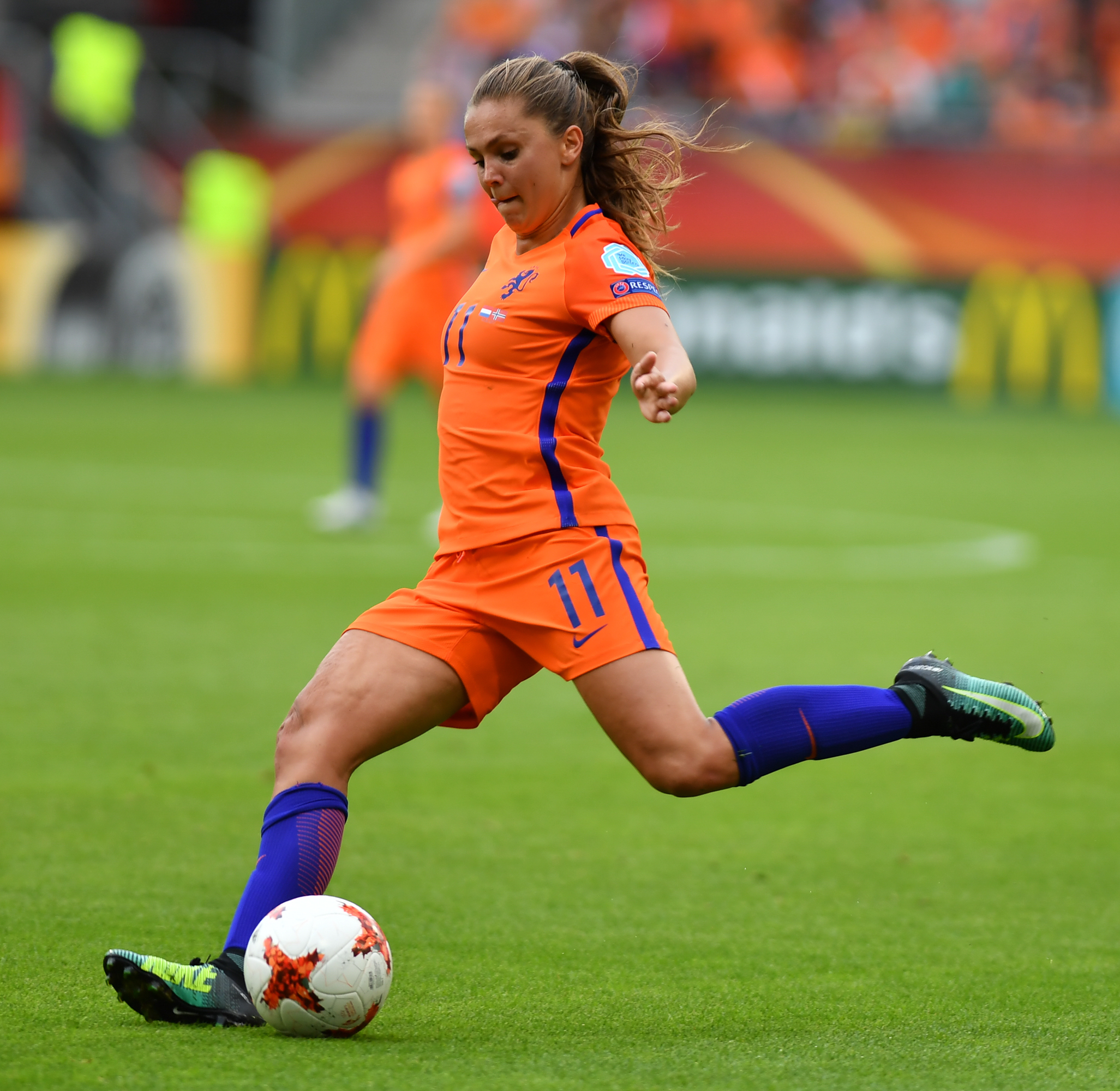
Martens a 2017-es Európa-bajnokságon

## Pályafutása

### Klubcsapatokban
Szerepelt a Heerenveen és a VVV-Venlo együtteseiben is pályafutása kezdetén. 2011. augusztus 30-án a Standard Liège együttesében első mérkőzésén két gólt szerzett a BeNe szuperkupában. A Twente ellen 4–1-re nyertek. 2012 és 2014 között a német FCR 2001 Duisburg alkalmazásában volt, majd a svéd Kopparbergs/Göteborg FC csapatában szerepelt, ahol felhívta magára a figyelmet nemzetközileg. A szezont követően a szintén svéd Rosengård csapatába igazolt, egy évre írt alá.
2017. július 12-én a spanyol Barcelona játékosa lett. A spanyol klubbal 3 bajnoki címet, 3 kupát és 2 szuperkupát nyert. Három alkalommal vehetett részt a Bajnokok Ligája döntőjében, melyet 2020–21-ben abszolváltak.
Szerződése lejártával a Paris Saint-Germain együtteséhez három évre kötelezte el magát 2022. június 16-án.

### A válogatottban
A 2010-es U19-es női labdarúgó-Európa-bajnokságon Turid Knaakkal holtversenyben lett a torna gólkirálynője. 2011 augusztusában debütált a felnőttek között a kínai női labdarúgó-válogatott elleni felkészülési mérkőzésen. A 2013-as női labdarúgó-Európa-bajnokságra utazó keretbe meghívta Roger Reijners, csoportjuk utolsó helyén végeztek. A 2015-ös női labdarúgó-világbajnokságon az új-zélandi női labdarúgó-válogatott ellen 1–0-ra megnyert mérkőzésen szerezte meg a torna első holland gólját. A 2017-es női labdarúgó-Európa-bajnokságon a belgák, a svédek és a döntőben a dánok ellen volt eredményes. Aranyérmesként végzett a tornán a válogatottal, valamint ő lett a legjobb játékos.

## Sikerei, díjai

### Klubcsapatokban
Spanyol bajnok (3):
- Barcelona (3): 2019–20, 2020–21, 2021–22

 Spanyol kupagyőztes (3):
- Barcelona (3): 2018, 2020, 2021

 Spanyol szuperkupa-győztes (2):
- Barcelona (2): 2020, 2022

 Svéd kupagyőztes (1):
- FC Rosengård (1): 2016

 Svéd szuperkupa-győztes (1):
- FC Rosengård (1): 2016

 BeNe szuperkupa-győztes (1):
- Standard Liège (2): 2011

Bajnokok Ligája győztes (1):
- Barcelona (1): 2020–21

Bajnokok Ligája döntős (2):
- Barcelona (2): 2018–19, 2021–22

### A válogatottban
Hollandia
- Európa-bajnok (1): 2017
- Világbajnoki ezüstérmes (1): 2019
- Algarve-kupa győztes (1): 2018

### Egyéni
- U19-es női labdarúgó-Európa-bajnokság társgólkirály: 2010
- Női labdarúgó-Európa-bajnokság legjobb játékosa: 2017
- Az év női labdarúgója (FIFA) - Győztes: 2017[17]
- Az év női labdarúgója (UEFA) - Győztes: 2017[18]
- IFFHS Világ legjobb női játékosa - Győztes: 2017
- Az Év 100 legjobb női labdarúgója győztes: 2017[19]